# Alice Perry Johnson
Alice Perry Johnson, née le 5 septembre 1931 à Newark et morte le 26 février 2011 à l'hôpital Holy Cross à Silver Spring, est une écrivaine et poétesse américaine. Elle a également travaillé pour le service extérieur américain.

## Biographie

### Enfance et jeunesse
Alice Perry Johnson est née le 5 septembre 1931 dans la ville de Newark. Elle a deux sœurs ainées : Hazel et Hattie . Les trois enfants passent la majeure partie de leur enfance avec leurs grands-parents adoptifs, Pop et Nana Smith, ainsi que leurs fils Ralph et Bobby Smith, car elles sont orphelines très jeunes. Elle fréquente l'école primaire et intermédiaire à East Orange. À l'âge de 18 ans, elle déménage à Washington et est diplômée de l'East Orange High School (en) en 1950. Alice commence à travailler pour le gouvernement fédéral et à 21 ans, elle est envoyée au Libéria en tant que secrétaire dans le service extérieur américain. C'est la plus jeune de son temps à avoir été affectée au service extérieur à l'étranger.

### Famille
Alice tombe directement amoureuse de ce pays. Elle rencontre le Docteur Marie Brown (qui deviendra sa belle-sœur) vers la fin de sa période de service. Cette dernier la convainc d’entrer en contact avec son frère, le Médecin Archibald Johnson (plus intimement appelé Archie). Ce qu'elle fait lorsqu'elle retourne au New Jersey. Ils tombent amoureux et se marient en 1956. Le temps que la construction de leur résidence au Libéria soit terminé, Alice et Archie vivent à New-York. En 1959, la construction de leur maison fin-prête, ils y emménagent avec leurs deux fils, Larry et Wayne. Peu de temps après, en juin 1967, Patricia leur fille naît à Monrovia. Leur mariage dure 54 ans jusqu'à la mort d'Archie, dix mois avant le sien.
Alice écrit un livre intitulé One step Ahead qui est un recueil de poésie et de prose qui servira à compléter la littérature occidentale enseignée aux élèves libérien à cette époque. Elle a aussi participé à la rédaction du livre Daughters of Africa.
Alice est une personne engagée. Elle finance personnellement et anonymement l’éducation de plusieurs enfants libériens. Elle est également membre de la «Society of Liberian Writer » de l' «International Women’s club of Libéria » et de la « Women’s Auxiliary of the Medical and Dental Association ».
Ses enfants grandissants , Alice commence à retravailler pour le service extérieur américain. Au cours des années 1980, elle œuvre dans la section consulaire de l'ambassade américain au Libéria et ce pendant sept ans.